# たそがれ酒場
『たそがれ酒場』（たそがれさかば）は1955年の日本のドラマ映画。
内田吐夢監督の戦後復帰2作目の作品で、出演は小杉勇と小野比呂志など。
一軒の大衆酒場を舞台に、そこに集う人々が織り成す悲喜こもごもの人間模様をさまざまな音楽を織り交ぜながら実験的スタイルで描いた群像劇。
2003年には、舞台を公開当時に翻案して『いつかA列車に乗って』としてリメイクされた。

## ストーリー
酒場の客はサラリーマン、学生、労務者など雑多で、ステージで専属歌手が歌うかと思えば、客の下手な歌で盛り上がったりする。競輪で大穴を当てた客と元上官が軍歌を歌いだし、サルトルを論じていた学生と先生は「若者よ」と歌いだす。
店の中心にいるのは「先生」と呼ばれる梅田で、かつては戦争画で名を成したが、今はパチプロで暮らす。店員のユキは恋人鱒見と横恋慕する愚連隊との三角関係にあって、母親の怪我で金が必要になり窮地に陥っている。
新たに入店したのが新日本歌劇団の中小路で、この店の専属ピアニスト江藤とは過去に因縁があって、江藤の弟子である健一の歌を聴いてスカウトを申し出るが江藤の反対に遭う。
そして専属踊り子エミー・ローザが登場する。歌手の健一とは好意を寄せ合っているが共にままならない境遇で、かつてのパトロンが現れて刃傷沙汰が起きる。
ユキは梅田から金を借り、大阪に高飛びする恋人を追おうとするが、母や妹を捨てられず舞い戻ってくる。金を貸した梅田は似顔絵描きで金の帳尻を合わせて、江藤に「年寄りは若い人の将来を摘んではいけない」と諭し、健一を新日本歌劇団に送り出すことにした。

## キャスト
- 梅田茂一郎: 小杉勇 - かつて戦記物で名をなした画伯。現在はパチプロ。
- 江藤釿也: 小野比呂志 - 酒場の専属ピアニスト。歌劇界のかつての花形。
- 丸山健一: 宮原卓也 - 酒場のバリトン歌手。江藤の弟子。
- 谷口幸三: 有馬是馬 - 酒場のマネージャー。
- 汲島鉄夫: 多々良純 - 飲み食いをたかっている男。通称「小判鮫」。
- 野口ユキ: 野添ひとみ - 酒場の女給。
- エミー・ローザ: 津島恵子 - 酒場のストリッパー[注釈 1]。
- 中小路龍介: 高田稔 - 新日本歌劇団の団長。
- 鬼塚: 東野英治郎 - 元大佐。
- 岐部: 加東大介 - 鬼塚の元部下。
- 森本: 丹波哲郎 - 愚連隊。ユキに横恋慕。
- 鱒見: 宇津井健 - ユキの恋人。
- 山口: 江川宇礼雄 - 毎朝新聞の記者。梅田とは旧知の仲。
- 多賀: 中村彰 - エミーの元パトロン。
- 年輩の男: 山川朔太郎
- 年輩の男の二号: 岡崎夏子
- 講師: 児玉一郎

## 製作
脚本は新人の灘千造、ピアニスト役の小野比呂志は映画初出演の音楽家で、歌手役の宮原卓也も同じく映画初出演で声楽家である。